# Laverlochère-Angliers
Laverlochère-Angliers est une municipalité du Québec située dans la MRC de Témiscamingue en Abitibi-Témiscamingue. Elle est créée le 1er janvier 2018 par la fusion de Laverlochère et Angliers.

## Démographie
| 2016 | 2021 |
| ---- | ---- |
| 978  | 947  |

## Administration
Entre janvier 2018 et novembre 2018, Lyna Pina, mairesse d'Angliers, et Daniel Barrette, maire de Laverlochère, agissent à titre de maire. Durant cette période, quatre conseillers d'Angliers et quatre conseillers de Laverlochère, élus lors des élections municipales de 2013, siégeront au conseil municipal de la nouvelle ville.
Les élections municipales se font en bloc pour le maire et les six conseillers.
| Laverlochère-Angliers Maires depuis 2018                                                                              |                                  |                                 |          |
| Élection | Maire                            | Qualité                         | Résultat |
| | Lyna Pine                        | Mairesse d'Angliers (2009-2017) | Voir     |
| Daniel Barrette | Maire de Laverlochère (n/d-2017) | Voir                            |          |
| 2018 | Daniel Barrette                  |                                 | Voir     |
| 2021 | Daniel Barrette                  | Voir                            |          |
| août 2023 | Commission municipale du Québec  |                                 | Voir     |
| déc. 2023 | Normand Bergeron                 |                                 | Voir     |
| Élection partielle en italique Depuis 2005, les élections sont simultanées dans toutes les municipalités québécoises. |                                  |                                 |          |